# Synelasma scincus
Synelasma scincus là một loài bọ cánh cứng trong họ Cerambycidae.